# Мулґа (Алабама)
Мулґа (англ. Mulga) — місто (англ. town) в США, в окрузі Джефферсон штату Алабама. Населення — 784 особи (2020).

## Географія
Мулґа розташована за координатами 33°33′10″ пн. ш. 86°58′24″ зх. д. / 33.55278° пн. ш. 86.97333° зх. д. (33.552891, -86.973293).  За даними Бюро перепису населення США в 2010 році місто мало площу 1,59 км², уся площа — суходіл.

## Демографія
Згідно з переписом 2010 року, у місті мешкало 836 осіб у 345 домогосподарствах у складі 225 родин. Густота населення становила 525 осіб/км².  Було 411 помешкання (258/км²).
Расовий склад населення:
| - 81,0 % — білих - 16,9 % — чорних або афроамериканців - 0,1 % — корінних американців |

До двох чи більше рас належало 1,3 %. Частка іспаномовних становила 0,6 % від усіх жителів.
За віковим діапазоном населення розподілялося таким чином: 20,1 % — особи молодші 18 років, 63,2 % — особи у віці 18—64 років, 16,7 % — особи у віці 65 років та старші. Медіана віку мешканця становила 41,3 року. На 100 осіб жіночої статі у місті припадало 87,0 чоловіків;  на 100 жінок у віці від 18 років та старших — 89,2 чоловіків також старших 18 років.
Середній дохід на одне домашнє господарство  становив 41 088 доларів США (медіана — 34 886), а середній дохід на одну сім'ю — 42 771 долар (медіана — 39 286). Медіана доходів становила 37 917 доларів для чоловіків та 27 917 доларів для жінок. За межею бідності перебувало 30,5 % осіб, у тому числі 59,8 % дітей у віці до 18 років та 10,4 % осіб у віці 65 років та старших.
Цивільне працевлаштоване населення становило 306 осіб. Основні галузі зайнятості: освіта, охорона здоров'я та соціальна допомога — 23,5 %, виробництво — 19,3 %, роздрібна торгівля — 15,0 %, транспорт — 11,1 %.